# Nactus galgajuga
Nactus galgajuga este o specie de șopârle din genul Nactus, familia Gekkonidae, descrisă de Ingram 1978. Conform Catalogue of Life specia Nactus galgajuga nu are subspecii cunoscute.